# Helina aguii
Helina aguii este o specie de muște din genul Helina, familia Muscidae, descrisă de Zhang și Hiromu Kurahashi în anul 2000. Conform Catalogue of Life specia Helina aguii nu are subspecii cunoscute.